# 17世紀ローマの芸術家
本項では17世紀のローマの芸術家の概説を行う。
ジュゼッペ・チェーザリ（Giuseppe Cesari,1568年 - 1640年7月3日）
通称はカヴァリエール・ダルピーノ(Cavalier d'Arpino)。アルピーノで生まれ、ローマで没した。
ミケランジェロ・メリージ・ダ・カラヴァッジオ（Michelangelo Merisi da Caravaggio,1571年9月29日 - 1610年7月18日）
イタリア・ミラノ生まれの画家。カラヴァッジオ(Caravaggio)という通称で広く知られており、今日ではバロック絵画の先駆者として高く評価されている。
ピエトロ・ダ・コルトーナ（Pietro da Cortona,1596年11月1日 - 1669年5月16日）
イタリアの盛期バロック期を代表する美術家である。代表作であるローマのバルベリーニ宮殿の巨大な天井画は、建築装飾、絵画、現実空間の区別がつかないようなイリュージョン（錯視）効果をもち、後世の美術家に多大な影響を与えた。
ジャン・ロレンツォ・ベルニーニ（Gian Lorenzo Bernini,1598年12月7日 - 1680年11月28日）
バロックの時期を代表するイタリアの彫刻家、建築家、画家。
フランチェスコ・ボッロミーニ（Francesco Borromini,1599年9月25日 - 1667年8月3日）
イタリアのバロックを代表する建築家である。同時代の建築家ベルニーニのライバル。サン・ピエトロ大聖堂の建築家カルロ・マデルノの親戚。彫刻石工等としてマデルノやベルニーニのもとでサン・ピエトロの工事に従事する。